# As Things Do
As Things Do ist ein Jazzalbum des Michael Formanek Elusion Quartet. Die 2022 entstandenen Aufnahmen erschienen 2023 auf Intakt Records.

## Hintergrund
As Things Do ist nach Time Like This das zweite Album des Elusion Quartet von Bassist Michael Formanek mit dem Saxophonisten Tony Malaby, der Pianistin Kris Davis und dem Schlagzeuger und Vibraphonisten Ches Smith.

## Titelliste
- Michael Formanek Elusion Quartet – As Things Do (Intakt CD 399)[1]

1. Bury the Lede 7:32
2. Rewind 8:31
3. In Turn 3:02
4. Rockaway Beach 7:16
5. Cracked Bells 10:18
6. Entropy 8:04
7. I Don’t Think So 3:45
8. Gone Home 5:05

Die Kompositionen stammen von Michael Formanek.

## Rezeption

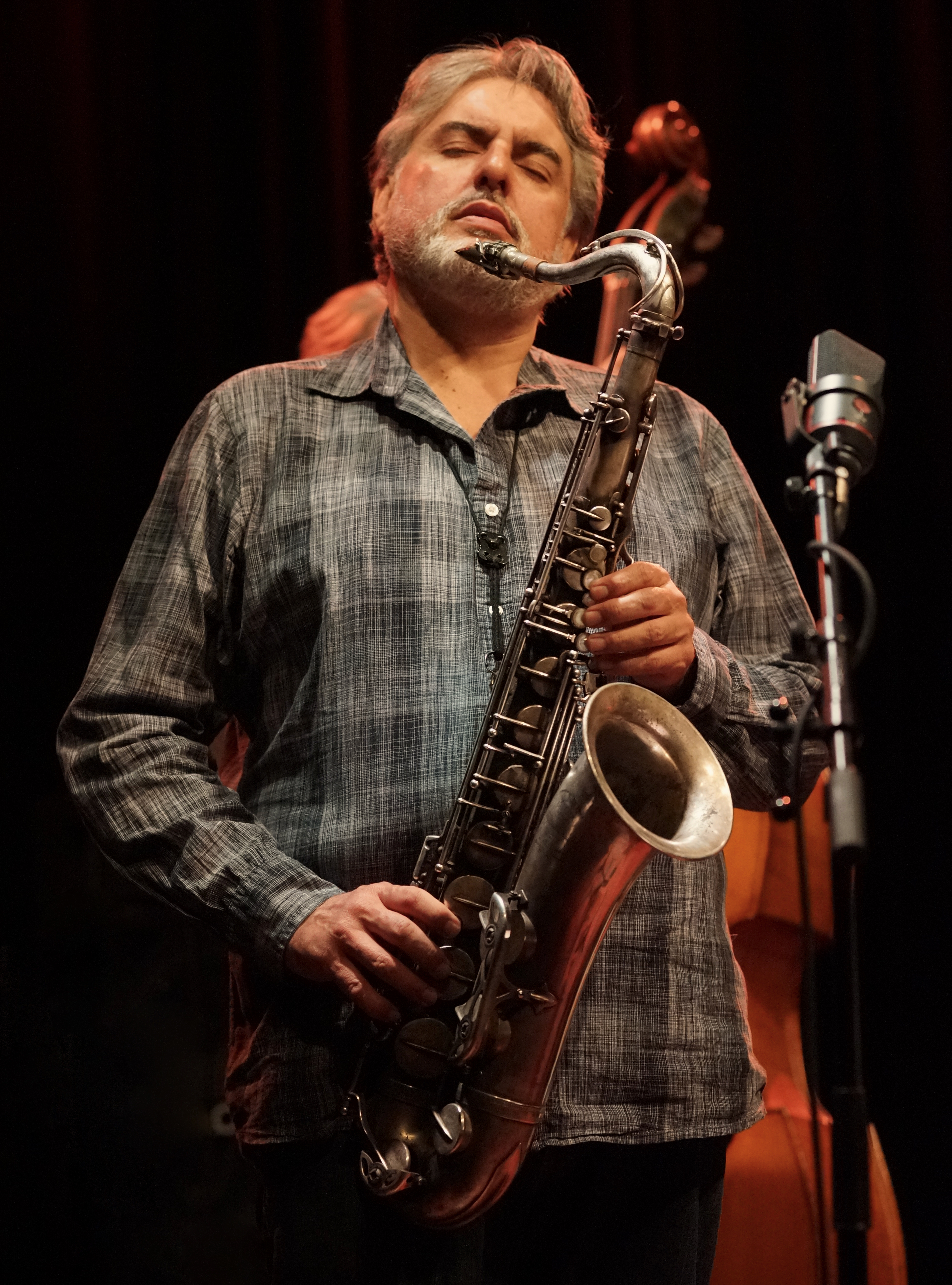
Tony Malaby mit Chris Lightcaps Bigmouth 2017 im BIM Amsterdam

Dieses Album fühle sich an, als würde man zwischen Nah- und Weitwinkelaufnahmen wechseln und den Spaß erleben, sich an die plötzlichen Perspektivwechsel anzupassen, schrieb Dave Sumner in Bandcamp. Es gebe unzählige Möglichkeiten, sich in den Standbildern von Michael Formaneks Werk zu verlieren – die plötzlichen Divergenzen einer melodischen Inspiration, die geschickten Modulationen im Tempo, der scharfe Schrei der Instrumente vor einem Hintergrund harmonischen Zusammenhalts. Aber erst wenn das Quartett auf eine Weise zusammenkomme, die das Gesamtbild in den Fokus rückt und die kollektive Gesamtheit ihrer Ideen offenbart, entstünden die spannendsten Momente.
Bei dieser Besetzung dürfen die Zuhörer zu Recht hohe Erwartungen haben, meinte Troy Dostert (All About Jazz), und wie das Debüt der Gruppe, Time Like This (2018), würde auch dieses Album die Vorliebe des Bandleaders für rhythmische Komplexität und sympathetische Kommunikation widerspiegeln. Malaby sei dabei ein wesentlicher Bestandteil des Erfolgs der Gruppe und verleihe dem rasenden Opener „Bury the Lede“ eine lodernde Wut, sei aber in gedämpfter Form ebenso effektiv wie im ergreifenden Abschluss „Gone Home“. So herausfordernd die Musik manchmal auch sein kann, gebe es Momente wie „Gone Home“, die einfach Freude an den Möglichkeiten vermitteln, die eine fesselnde, gut gespielte Melodie biete, wo Malaby seiner lyrischsten Muse freien Lauf lasse. Es erinnere uns daran, dass das Erdige und das Ätherische manchmal Seite an Seite existieren können, was in dieser herausragenden Veröffentlichung so anschaulich dargestellt werde.